# Brienz (Berne)
Pour les articles homonymes, voir Brienz.
Cet article concerne la commune bernoise. Pour le village grison, voir Brienz/Brinzauls. Pour le lac, voir Lac de Brienz.
Brienz est une commune du canton de Berne, en Suisse, située dans l'arrondissement administratif d'Interlaken-Oberhasli.

## Géographie

Photo aérienne (1956).

La commune de Brienz se trouve à l’extrémité nord-est du lac qui porte son nom (566 mètres d'altitude). Entouré des sommets des Préalpes, le village a conservé son cachet rural traditionnel. Il s'étend sur le cône alluvionnaire de plusieurs torrents (Trachtbach, Glyssibach).
Le point culminant se trouve au Schwarzhorn (2 927 m).

## Histoire

Brienz vers 1890.

L'occupation humaine du site remonte au VIIe siècle. Le nom de Brienz est mentionné pour la première fois en 1146. La commune appartient au canton de Berne depuis 1528.
Le 23 août 2005, des inondations ont causé des dégâts importants.

## Patrimoine bâti
- Temple réformé, ancienne église Sainte-Marie. Clocher roman du début du XIIe, chœur polygonal à trois pans de 1519, nef romane, allongée et surélevée en 1679-1680 par l’architecte bernois Abraham Dünz l'Aîné[3].
- Brunnengasse, bordée par des maisons à madriers datant du XIXe.

## Économie
Brienz vit du trafic[Quoi ?] et du tourisme. L'agriculture et l'industrie y sont également présentes. Le village est un important centre de sculpture traditionnelle sur bois, illustrant notamment des motifs alpestres. Deux écoles de sculpture ont été créées en 1884 à Meiringen et à Brienz et ont tenté de développer une industrie locale de mobilier orné. Si celle de Meiringen a disparu déjà en 1890, la seconde est toujours en activité.
Le mercredi et le jeudi de la deuxième semaine de novembre se déroule le marché de Brienz (Briensermärt), dont l’origine remonte à 1626. On y déguste le Brienzer Krapfen, un beignet fourré aux poires séchées et aux noix.

## Écoles
- La commune accueille en particulier l'école cantonale de sculpture sur bois (Schnitzlerschule) (1884), ainsi que l'école cantonale des luthiers (Geigenbauschule).

## Tourisme
- Le Rothorn de Brienz
- Le Musée suisse de l'habitat rural du Ballenberg à Brienzwiler qui expose 90 anciennes maisons suisses qui ont été déplacées dans ce musée

## Transports
- Sur la ligne ferroviaire Interlaken-Brienz-Col du Brünig-Lucerne
- Le train Brienz - Rothorn de Brienz
- Débarcadère pour les bateaux du lac de Brienz
- Autoroute A8 (Lucerne-Interlaken)  19 (Brienz)

## Personnalités
- Heinrich Federer (1866-1928), écrivain et prêtre catholique y est né ;
- Henri Girardet (1848-1917), artiste, peintre, graveur, sculpteur franco-suisse  y est né ;
- Martina Schild (1981-), skieuse y est née ;
- Oswald Wirth (1860-1943), philosophe, occultiste et franc-maçon y est né.

## Curiosités
- Cascade du Giessbach
- Rothorn de Brienz